# Compsura heterura
Compsura heterura és una espècie de peix de la família dels caràcids i de l'ordre dels caraciformes.

## Morfologia
- Els mascles poden assolir 3,7 cm de llargària total.[5]

## Hàbitat
Viu en zones de clima tropical.

## Distribució geogràfica
Es troba a Sud-amèrica: conques dels rius São Francisco i Parnaíba, i rius de Ceará, Rio Grande do Norte, Paraíba i Pernambuco (Brasil).